# アドマイヤマーズ
アドマイヤマーズ（欧字名:Admire Mars、2016年3月16日 - ）は、日本の競走馬。主な勝ち鞍は2018年の朝日杯フューチュリティステークス、2019年のNHKマイルカップ、香港マイル。

## 戦績

### デビュー前
2016年3月16日、北海道安平町のノーザンファームで誕生。2017年のセレクトセール1歳馬市場に上場され、友道康夫調教師の推薦を受けた、「アドマイヤ」冠の近藤利一によって5200万円（税別）で落札された。育成はノーザンファーム空港のC1厩舎で行われた。

### 2歳（2018年）
栗東・友道康夫厩舎に入厩。デビュー前の追い切りから抜群の動きを見せ、ミルコ・デムーロ鞍上で出走した2018年6月30日の新馬戦（中京芝1600m）でケイデンスコールをハナ差下して圧倒的1番人気に応えた。
2戦目の中京2歳ステークスでも単勝オッズ1倍台の支持を集め、最後は鞍上が手綱を持ったまま3馬身差で快勝。3戦目のデイリー杯2歳ステークスでも単勝1.8倍の1番人気に推され、初めてハナを切る展開から直線でメイショウショウブとの追い比べを制し、無傷の3連勝での重賞制覇を達成した。
迎えた朝日杯フューチュリティステークスではサウジアラビアロイヤルカップを快勝した牝馬グランアレグリアに1番人気を譲ったものの、道中3番手に位置を取って直線で前を交わすと、最後は2着クリノガウディーに2馬身差をつけて無敗でのGI制覇を果たした。
同年のホープフルステークスでは同じくデムーロが主戦を務めるサートゥルナーリアが圧倒的支持に応えて快勝しており、JRA賞最優秀2歳牡馬の投票では同馬と票を分け合う形となったが、最終的に30票差で本馬が受賞している。

### 3歳（2019年）
明け3歳となり、鞍上を同じくするサートゥルナーリアとの兼ね合いが注目されていたが、1月10日にサートゥルナーリアがクリストフ・ルメールに乗り替わることが発表され、引き続き鞍上デムーロで2月10日の共同通信杯から始動。距離延長や初の長距離輸送などが不安視される中で1番人気に推されていたが、逃げの手を打ったものの直線半ばで内からダノンキングリーに交わされて2着に敗れ、初の黒星となった。
さらに200mの距離延長となったクラシック本番4月14日の皐月賞では圧倒的支持を集めたサートゥルナーリアに次ぐ2番人気で出走したが、直線で伸びを欠きサートゥルナーリアなどの上位勢から2馬身後方の4着に終わった。
その後は再びマイル路線に戻り、皐月賞から中二週で5月5日のNHKマイルカップに出走。桜花賞を2馬身半差で快勝し、ここでも朝日杯と同じく圧倒的支持を集めたグランアレグリアとの再戦となった。レースでは中団の外に位置を取って競馬を進めると、直線では外から各馬を差し切り、最後は大外から追い上げてきた14番人気ケイデンスコールを半馬身差で振り切って優勝、マイルGI2勝目を挙げた。鞍上のデムーロにとっては不振が続いた中での勝利であり、「もう最高。令和で最初のGIを勝ちました。気持ちいいですね。スッキリです」と語った。一方で、再戦ムードを盛り上げたグランアレグリアは最後の直線でダノンチェイサーの進路を塞いだとして4着入線から降着処分を受け5着となった。
その後は香港マイルを最大目標に定め、秋は10月19日の富士ステークスから始動。本年のヴィクトリアマイルを勝ったノームコアを抑えて1番人気に推されたが、直線で鞍上デムーロの鞭に反応せず9着に敗れ、マイル戦6戦目で初黒星となった。鞍上のデムーロは「敗因はわかりません」としたものの、「今回久々ということもあったのかもしれません。使って良くなりそうです」とコメントした。
富士ステークス後は予定通り12月8日の香港マイルに出走。クリストフ・スミヨンとの新コンビとなった。日本からは本年の春秋マイルGIを連覇したインディチャンプ、ノームコア、ペルシアンナイトと本馬含めてGI馬4頭が遠征、地元香港からは前年に本レースを圧勝し「絶対王者」と呼ばれたものの近2走は連敗を喫していたビューティージェネレーションなどが出走した。レースでは好位の後ろに位置を取ると、直線では中団から鋭く伸びて内のビューティージェネレーションを差し切り、外から追い込んできたワイククを競り落として優勝。GI3勝目を海外G1制覇で飾るとともに、史上初の3歳馬による香港マイル制覇を成し遂げた。日本調教馬が3歳で海外G1を制するのは2005年のシーザリオ（アメリカンオークス）以来史上2頭目であり、日本調教馬史上初の3歳での海外古馬混合G1制覇となった。
レース前の11月17日には馬主である近藤利一ががんで死去しており、亡きオーナーに捧げる勝利としても大きく話題となった。兼ねてよりオーナーと親交があり、近藤が観戦時に着る予定だったスーツを代わりに着てレースを見守った友道は、ゴール時に関係者と何度も抱き合って涙を見せ、「世界のマイル王を目指してこれからも頑張ります。日本に帰ってから近藤オーナーに良い報告ができます」と喜びを語った。レース前から本馬の力を高く評価し 、左足に喪章を付けての騎乗となった鞍上のスミヨンも「勝負服を一番高いところに掲げることができてよかったです」とのコメントを残した。その後近藤の所有馬は馬主名義が全て近藤旬子に変更となり、本馬の勝利が近藤利一名義の馬にとって最後のGI勝利となった。

### 4歳（2020年）
年明け初戦は、引き続きスミヨン鞍上で3月28日のドバイターフに出走することとなったが、現地入り後に新型コロナウイルスの感染拡大を受けてレースが中止となり、日本に帰国。次走の予定を6月7日の安田記念に定めた。
香港マイルから半年ぶりのレースとなった安田記念には鞍上に川田将雅を迎え、アーモンドアイ、インディチャンプ、グランアレグリアなどのメンバーが集まるなか6番人気で出走。レースでは先行集団に位置を取ったが、直線で伸びきれずに6着に敗れた。鞍上の川田は「勝負どころで少し動きづらかったのは、久々のぶんかもしれませんね」とコメントした。
秋は10月31日のスワンステークスから11月22日のマイルチャンピオンシップに向かう事が決定。58kgを背負ってキャリア初の1400m戦となったスワンステークスでは、スタートから2番手につけて競馬を進め、直線で粘りを見せて3着に入る。次走のマイルチャンピオンシップでも先行集団に位置を取り、直線ではインディチャンプとの競り合いとなったが、外からグランアレグリアに差し切られ、インディチャンプにもクビ差及ばず3着となった。川田は「とてもいい内容でこの馬本来の走りができたと思いますが、それ以上に強い馬が２頭いたということです」とし、調教師の友道も「勝った馬が強かったですね」と述べた。
次走は連覇を目指し、12月13日の香港マイルに出走。鞍上は前年と同じくクリストフ・スミヨンを予定していたが、同騎手の検疫において新型コロナウイルスの再検査が要請されたため騎乗が不可能となり、レース3日前の10日、鞍上がライアン・ムーアに変更されることが発表された。レースでは2番手に位置を取り4コーナーで先頭に立ったが、圧倒的1番人気に推されていたゴールデンシックスティに直線半ばで外から差し切られ、その後も粘りを見せたものの最後は外のサザンレジェンドにも僅かに差し切られて3着となった。
帰国後の12月17日、香港マイルをラストランとして現役を引退し、引退後は社台スタリオンステーションで種牡馬入りすることが発表された。友道は「けがをすることもなく丈夫な馬で、海外遠征でも頑張ってくれました。その丈夫さが子供たちにも遺伝して、活躍馬をたくさん出すことを期待しています」とコメントした。

## 競走成績
以下の内容はnetkeiba.comおよび香港ジョッキークラブの情報に基づく。
| 競走日     | 競馬場 | 競走名         | 格   | 距離（馬場）   | 頭 数 | 枠 番 | 馬 番 | オッズ （人気） | 着順 | タイム （上がり3F） | 着差  | 騎手        | 斤量 [kg] | 1着馬（2着馬）         | 馬体重 [kg] |
| ---------- | ------ | -------------- | ---- | -------------- | ----- | ----- | ----- | --------------- | ---- | ------------------- | ----- | ----------- | --------- | ---------------------- | ----------- |
| 2018.06.30 | 中京   | 2歳新馬        |      | 芝1600m（良）  | 8     | 7     | 7     | 001.40（1人）   | 01着 | R1:37.7（33.3）     | -0.0  | 0M.デムーロ | 54        | （ケイデンスコール）   | 468         |
| 0000.07.21 | 中京   | 中京2歳S       | OP   | 芝1600m（良）  | 7     | 6     | 6     | 001.90（1人）   | 01着 | R1:34.7（34.9）     | -0.5  | 0M.デムーロ | 54        | （エイシンゾーン）     | 460         |
| 0000.11.10 | 京都   | デイリー杯2歳S | GII  | 芝1600m（良）  | 9     | 3     | 3     | 001.80（1人）   | 01着 | R1:35.4（33.9）     | -0.1  | 0M.デムーロ | 55        | （メイショウショウブ） | 472         |
| 0000.12.16 | 阪神   | 朝日杯FS       | GI   | 芝1600m（良）  | 15    | 4     | 6     | 004.60（2人）   | 01着 | R1:33.9（33.9）     | -0.3  | 0M.デムーロ | 55        | （クリノガウディー）   | 470         |
| 2019.02.10 | 東京   | 共同通信杯     | GIII | 芝1800m（良）  | 7     | 4     | 4     | 001.70（1人）   | 02着 | R1:47.0（33.5）     | -0.2  | 0M.デムーロ | 57        | ダノンキングリー       | 478         |
| 0000.04.14 | 中山   | 皐月賞         | GI   | 芝2000m（良）  | 18    | 1     | 1     | 005.70（2人）   | 04着 | R1:58.5（34.9）     | -0.4  | 0M.デムーロ | 57        | サートゥルナーリア     | 470         |
| 0000.05.05 | 東京   | NHKマイルC     | GI   | 芝1600m（良）  | 18    | 8     | 17    | 004.30（2人）   | 01着 | R1:32.4（33.9）     | -0.1  | 0M.デムーロ | 57        | （ケイデンスコール）   | 472         |
| 0000.10.19 | 東京   | 富士S          | GIII | 芝1600m（稍）  | 18    | 4     | 7     | 002.10（1人）   | 09着 | R1:33.7（34.1）     | -0.7  | 0M.デムーロ | 57        | ノームコア             | 470         |
| 0000.12.08 | 沙田   | 香港マイル     | G1   | 芝1600ｍ（良） | 10    | 4     | 9     | 027.00（6人）   | 01着 | R1:33.25            | -0.07 | 0C.スミヨン | 56.5      | （Waikuku）            | 470         |
| 2020.06.07 | 東京   | 安田記念       | GI   | 芝1600ｍ（稍） | 14    | 6     | 9     | 020.20（6人）   | 06着 | 01:32.3（34.7）     | -0.7  | 0川田将雅   | 58        | グランアレグリア       | 476         |
| 0000.10.31 | 京都   | スワンS        | GII  | 芝1400m（良）  | 16    | 1     | 2     | 002.80（2人）   | 03着 | R1:21.5（34.5）     | -0.3  | 0川田将雅   | 58        | カツジ                 | 482         |
| 0000.11.22 | 阪神   | マイルCS       | GI   | 芝1600m（良）  | 17    | 4     | 2     | 011.10（5人）   | 03着 | R1:32.2（33.6）     | -0.2  | 0川田将雅   | 58        | グランアレグリア       | 484         |
| 0000.12.13 | 沙田   | 香港マイル     | G1   | 芝1600m（良）  | 10    | 3     | 10    | 005.40（2人）   | 03着 | R1:33.81            | -0.36 | 0R.ムーア   | 57        | Golden Sixty           | 481         |

- 香港のオッズ・人気は香港ジョッキークラブのもの。

## 種牡馬成績
2021年から社台スタリオンステーションで種牡馬入りした。初年度の種付け料は300万円（受胎条件）。また、シャトル種牡馬としてオーストラリアのアローフィールドスタッドでも繋養される。オーストラリアでの種付け料は2万2000豪ドル。
2024年7月6日の小倉2Rの2歳未勝利戦に出走したジャルディニエが勝利し、産駒のJRA初勝利を飾った。なおこの日と翌日の7日を併せて産駒が3勝（内新馬勝ち2勝）した。
2025年2月15日に東京競馬場で行われたクイーンカップをエンブロイダリーが制し、産駒初の重賞勝利を果たした。そして、2025年4月13日に阪神競馬場で行われた桜花賞で、エンブロイダリーがクイーンカップからのG1制覇を果たし、3歳世代が初年度産駒にあたる父のアドマイヤマーズにG1初制覇をプレゼントした。

### 主な産駒
- 2022年産
  - エンブロイダリー（2025年桜花賞、クイーンカップ）- 母父：クロフネ

## 血統表
| アドマイヤマーズの血統                  | アドマイヤマーズの血統                               | アドマイヤマーズの血統                         | （血統表の出典）                               | （血統表の出典） |
| 父系                                    | サンデーサイレンス系                                 | サンデーサイレンス系                           | サンデーサイレンス系                           | [ § 2 ]          |
| 父 ダイワメジャー 2001 栗毛             | 父の父*サンデーサイレンス Sunday Silence 1986 青鹿毛 | Halo                                           | Hail to Reason                                 | Hail to Reason   |
| 父 ダイワメジャー 2001 栗毛             | 父の父*サンデーサイレンス Sunday Silence 1986 青鹿毛 | Halo                                           | Cosmah                                         |                  |
| 父 ダイワメジャー 2001 栗毛             | 父の父*サンデーサイレンス Sunday Silence 1986 青鹿毛 | Wishing Well                                   | Understanding                                  | Understanding    |
| 父 ダイワメジャー 2001 栗毛             | 父の父*サンデーサイレンス Sunday Silence 1986 青鹿毛 | Wishing Well                                   | Mountain Flower                                |                  |
| 父 ダイワメジャー 2001 栗毛             | 父の母スカーレットブーケ 1988 栗毛                   | *ノーザンテースト                              | Northern Dancer                                | Northern Dancer  |
| 父 ダイワメジャー 2001 栗毛             | 父の母スカーレットブーケ 1988 栗毛                   | *ノーザンテースト                              | Lady Victoria                                  |                  |
| 父 ダイワメジャー 2001 栗毛             | 父の母スカーレットブーケ 1988 栗毛                   | *スカーレットインク                            | Crimson Satan                                  | Crimson Satan    |
| 父 ダイワメジャー 2001 栗毛             | 父の母スカーレットブーケ 1988 栗毛                   | *スカーレットインク                            | Consentida                                     |                  |
| 母 *ヴィアメディチ Via Medici 2007 栗毛 | 母の父Medicean 1997 栗毛                             | Machiavellian                                  | Mr. Prospector                                 | Mr. Prospector   |
| 母 *ヴィアメディチ Via Medici 2007 栗毛 | 母の父Medicean 1997 栗毛                             | Machiavellian                                  | Coup de Folie                                  |                  |
| 母 *ヴィアメディチ Via Medici 2007 栗毛 | 母の父Medicean 1997 栗毛                             | Mystic Goddess                                 | Storm Bird                                     | Storm Bird       |
| 母 *ヴィアメディチ Via Medici 2007 栗毛 | 母の父Medicean 1997 栗毛                             | Mystic Goddess                                 | Rose Goddess                                   |                  |
| 母 *ヴィアメディチ Via Medici 2007 栗毛 | 母の母Via Milano 2001 黒鹿毛                         | Singspiel                                      | In The Wings                                   | In The Wings     |
| 母 *ヴィアメディチ Via Medici 2007 栗毛 | 母の母Via Milano 2001 黒鹿毛                         | Singspiel                                      | Glorious Song                                  |                  |
| 母 *ヴィアメディチ Via Medici 2007 栗毛 | 母の母Via Milano 2001 黒鹿毛                         | Salvinaxia                                     | Linamix                                        | Linamix          |
| 母 *ヴィアメディチ Via Medici 2007 栗毛 | 母の母Via Milano 2001 黒鹿毛                         | Salvinaxia                                     | Salve                                          |                  |
| 母系(F-No.)                             | (FN:4-l)                                             | (FN:4-l)                                       | (FN:4-l)                                       | [ § 3 ]          |
| 5代内の近親交配                         | Halo 3×5･5＝18.75%、Northern Dancer 4×5＝9.38%       | Halo 3×5･5＝18.75%、Northern Dancer 4×5＝9.38% | Halo 3×5･5＝18.75%、Northern Dancer 4×5＝9.38% | [ § 4 ]          |
| 出典                                    | 1. 2. 3. 4.                                          | 1. 2. 3. 4.                                    | 1. 2. 3. 4.                                    | 1. 2. 3. 4.      |

- 母ヴィアメディチは仏G3リューリー賞の勝ち馬[70]。